# 阿尔巴尼亚十一月八日共产党
阿尔巴尼亚十一月八日共产党是一个阿尔巴尼亚共产主义政党，领袖是普伦·丘尼。
在2007年阿尔巴尼亚地方选举中，阿尔巴尼亚十一月八日共产党在策里克、图尼亚和巴尔德伦3个市的议会各赢得1个席位。
在2013年阿尔巴尼亚议会选举中，阿尔巴尼亚十一月八日共产党支持阿尔巴尼亚社会党领袖埃迪·拉马领导的联盟并在全国范围内获得1404张选票（约占总选票的0.08%）。